# Zbigniew Krempf
Zbigniew Krempf (ur. 1929 w Łodzi, zm. 1998) – polski prozaik i dziennikarz.

## Życiorys
Pochodził z rodziny niemiecko-polskiej, jego ojciec był Niemcem, a matka Polką, z powodu pochodzenia ojca w środowisku literackim nazywano go „hitlerowcem”. Podczas II wojny światowej mieszkał w Łodzi jako Niemiec. Po zakończeniu wojny pozostał w Łodzi z matką, jego ojciec wyjechał do Republiki Federalnej Niemiec, syn utrzymywał z nim jednak kontakt. Był z wykształcenia germanistą. W latach 40. XX wieku został zatrudniony w redakcji czasopisma „Żołnierz Polski”, a w latach 1955–1958 był członkiem redakcji „Arbeitszimmer”. Przeprowadził się na wiele lat do Wrocławia, następnie zamieszkał w Rzeszowie. Należał do rzeszowskiego oddziału Związku Literatów Polskich, współpracował z rzeszowskimi „Nowinami”. Był trzykrotnie żonaty; nie należał do partii politycznych.

## Twórczość
Władał biegle językiem niemieckim, jednak utwory ogłaszał w języku polskim. Pisał artykuły na tematy kulturalne. Debiutował na łamach pracy wojskowej w 1951 roku. Poruszał tematykę dotyczącą wojskowości oraz stosunków polsko-niemieckich.
Wydał 5 powieści:
- Resztę pozostaw bogom[1] (Zakład Narodowy im. Ossolińskich, 1966), debiut książkowy; powieść o młodych spadochroniarzach Bundeswehry ćwiczących na francuskim poligonie, zarazem obraz różnych stanowisk wobec przeszłości o charakterze sensacyjno-politycznym[2]
- Rogate kule[1] (Wydawnictwo Ministerstwa Obrony Narodowej, 1968[6]), utwór o powstawaniu powojennej marynarki polskiej, kształtowaniu się postaw wobec nowej rzeczywistości[7]
- Rykoszety[1] (Wydawnictwo Poznańskie, 1968[6]), powieść o synu niemieckiego zbrodniarza[7]
- Pierworodni[1] (Ludowa Spółdzielnia Wydawnicza, 1970[6]), dzieło, w którym maturzyści ze wsi Staża obiecują sobie powrócić do rodzinnej wioski[7]
- Miedzioryty[1] (Zakład Narodowy im. Ossolińskich, 1973[6]), utwór o historii górnictwa w Legnicy po uruchomieniu zatopionej kopalni[7]

Ponadto napisał widowisko lalkowe dla dzieci pt. Bieszczadek (wydane w 1978 roku) oraz słuchowiska.